# Fritz Wehrli (Radsportler)
Fritz Wehrli (* 7. Juni 1950 in Elfingen) ist ein ehemaliger Schweizer Radrennfahrer.

## Sportliche Laufbahn
In der Meisterschaft von Zürich (Amateurrennen)1970 wurde er Dritter hinter Jürg Schneider, 1971 dann Zweiter hinter Hermann Kalt. 1971 siegte er im Etappenrennen um den Grand Prix Guillaume Tell, wobei er eine Etappe gewann. Es war die erste Austragung der Rundfahrt.
In der folgenden Saison wurde er Berufsfahrer im italienischen Radsportteam Filotex. Er belegte in der Tour de Suisse beim Sieg von Louis Pfenninger den 8. Platz. Nach einer längeren Rennpause startete er 1979 erneut als Profi. Wehrli startete viermal im Giro d’Italia. 1973 wurde er 48., 1983 101. der Gesamtwertung. 1979 und 1980 war er ausgeschieden.